# クリンチナンバー
クリンチナンバー（clinch number）とは、野球等のリーグ戦で、各チームが優勝やプレーオフ進出（以下「優勝など」と称する）の決定に必要な勝利数のことである。リーグ戦が進むにつれて減少し、ゼロになると優勝などが決定する。メジャーリーグベースボールや日本プロ野球の報道などで用いられることがある。
なお、「クリンチ（clinch）」とは、英語で「決着を付ける」という意味で、一般的にはボクシングやレスリングで組み付いた状態を指す。詳細はクリンチを参照。

## マジックナンバーとの比較
類似例としてマジックナンバーがある。マジックナンバーは、他チームの自力による優勝等の可能性がないことも示すため、リーグ戦がある程度消化されている状態で、優勝マジックナンバーの場合は1チーム、プレーオフ進出マジックナンバーの場合は進出予定数以内のチームと、限られたチーム数に対してのみ点灯し、また、その後の勝敗結果によっては他チームの自力による優勝等の可能性が復活すると消滅することもある。
対して、クリンチナンバーは、残り試合の勝敗引き分けの全パターンをシミュレーションするため、開幕時点から全チームにずっと「点灯」し続けている状態にある。なお、この場合の「点灯」は、あくまでマジックナンバーになぞらえた表現であり、クリンチナンバーにはそもそも「点灯」の概念はない。
クリンチナンバーが残り試合数よりも多い場合は、自力による優勝等がなくなったことを意味するため、数字を示す意味はなくなる。

## 日本での使用
日本では、日本プロ野球のマジックナンバーもクリンチナンバーも共同通信社が算出・配信しているところ、同社が2009年まで提供していたクライマックスシリーズ（CS）への進出に必要な勝数、略称「CSマジック」の計算が複雑で、特定の条件下では最小の勝数にならないこともあった。例えば2009年に、巨人のCSマジックが0になる前に既に進出が決定していたことが発覚するという事態があった。詳細はマジックナンバー (野球)#プレーオフマジック（クライマックスマジック）参照。このため、2010年8月10日から、CSに限り「CSクリンチナンバー（略称「CSクリンチ」）」の配信を始めた。
共同通信社の計算方法は、最適化手法を用いて計算の必要のないパターンを排除することで、短時間による最小数の計算が可能となるもので、情報・システム研究機構統計数理研究所との共同研究である。同社は、2010年7月28日にこの計算方法を特許出願し、2015年1月30日に特許権の設定登録がなされた。